# Niekursko (osada leśna w województwie wielkopolskim)
Niekursko – osada leśna w Polsce, położona w województwie wielkopolskim, w powiecie czarnkowsko-trzcianeckim, w gminie Trzcianka.